# Asahi-ku (Osaka)
Asahi-ku (旭区?, Asahi-ku, letteralmente: quartiere del sol levante) è uno dei 24 quartieri di Ōsaka, in Giappone. Si trova nel nord-est della città e secondo una stima del 1º settembre 2007 contava su 94 338 abitanti, distribuiti su una superficie di 6,3 km².

## Geografia fisica
Il territorio di Asahi-ku è completamente pianeggiante ed è delimitato dal fiume Yodo a nord, che lo separa dal quartiere di Higashiyodogawa-ku. A ovest si trova la linea Ōsaka Higashi delle ferrovie JR, oltre la quale si estende il quartiere Miyakojima-ku. Confina a sud con i quartieri di Jōtō-ku e Tsurumi-ku e a est con la municipalità di Moriguchi.

## Luoghi d'interesse

### Aree naturali
Le principali aree verdi del quartiere si trovano lungo il fiume Yodo, che in diversi punti scorre lontano dal suo argine e nello spazio intermedio sono stati ricavati diversi campi sportivi, oltre al parco Yodoga Kasen. Nella zona nord, nei pressi del fiume, si trova il parco Shirokita, al cui interno vi è uno dei più vecchi giardini di iris del Kansai, particolarmente apprezzato dagli abitanti di Osaka.

### Shopping e ristorazione
Tra la stazione di Sembayashi della linea principale Keihan e la stazione di Sembayashi-Ōmiya della linea Tanimachi si sviluppa lo Shōtengai di Sembayashi, affollata strada pedonale dello shopping lunga 700 metri con oltre 200 tra negozi e attività di ristorazione.

## Infrastrutture e trasporti

### Ferrovie e metropolitana
Due linee ferroviarie e due linee della metropolitana di Osaka passano per il quartiere:
- Linea Ōsaka Higashi, che collega la Stazione di Shin-Ōsaka a nord-ovest con la stazione di Kyūhōji a Yao, a sud, dove passano i treni della linea Yamatoji diretti a Nara. Ferma alla stazione di Shirokitakōendōri.
- Linea principale Keihan, che collega Osaka a Kyoto. Ferma alle stazioni di Morishōji e Sembayashi
- Linea Tanimachi della metropolitana; ferma alle stazioni di Taishibashi-Imaichi, Sembayashi-Ōmiya e Sekime-Takadono.
- Linea Imazatosuji della metropolitana; ferma alle stazioni di Taishibashi-Imaichi, Shimizu e Shimmori-Furuichi.